# Oligobdella biannulata
Oligobdella biannulata är en ringmaskart som först beskrevs av Moore 1900.  Oligobdella biannulata ingår i släktet Oligobdella och familjen broskiglar. Inga underarter finns listade i Catalogue of Life.